# Bon Air, Alabama
Bon Air là một thị trấn thuộc quận Talladega, tiểu bang Alabama, Hoa Kỳ. Dân số năm 2009 là 94 người, mật độ đạt 27 người/km².